# Afrička kraljica (1951.)
Afrička kraljica (eng. The African Queen) je film  Johna Hustona iz 1951. s  Humphreyjem Bogartom i Katharine Hepburn u glavnim ulogama. Temeljen je na romanu  C.S. Forestera, a scenarij su adaptirali James Agee, John Huston, John Collier i Peter Viertel. U filmu se pojavljuju i Robert Morley, Peter Bull, Walter Gotell, Richard Marner i Theodore Bikel.

## Produkcijske napomene
Scene u kojima se Bogart i Hepburn vide u vodi snimljene su u studijskim tankovima u  Engleskoj iz zdravstvenih razloga. Gotovo sve druge scene snimljene su u centralnoj  Africi, što je izazvalo mnoge poteškoće za glumce i ekipu, ali je zato rezultat zadovoljio i kritiku i publiku.
Najviše se radnje odvija na brodu - Afrička kraljica -  scene na palubi snimljene su na velikoj splavi, maketi palube. Neki dijelovi broda mogli su micati kako bi se napravilo mjesta za velike Technicolor kamere. Ovo se pokazalo hazardnim jer je jednom prilikom teška bakrena replika parnog kotla umalo pala na Hepburn. Mali brod upotrijebljen na filmu sagrađen je u brodogradilištu u Lytham St Annes, Engleska.
U filmu se pojavljuje i njemački ratni brod, Empress Luisa, koji je sagrađen prema uzoru na bivši njemački brod iz  Prvog svjetskog rata, MV Liemba, koji je potonuo u jezeru Tanganjika 1916., ali su ga kasnije izvukli  Britanci i pretvorili u turistički trajekt koji vozi i danas.

## Priča
Morley i Hepburn glume Samuela i Rose Sayer, brata i sestru,  britanske misionare koji putuju u selo u  Njemačkoj Istočnoj Africi 1914. Njihovu poštu i namirnice prevozi surovi  kanadski kapetan broda Charlie Allnut (Bogart) na Afričkoj kraljici, čije grubo ponašanje oni toleriraju dosta ukočeno.
Nakon što ih je Charlie upozorio da će  njemačke trupe ubrzo izvršiti invaziju, Sayersovi ipak odlučuju nastaviti, samo kako bi svjedočili kako Nijemci spaljuju lokalno selo. Nakon što je Samuel protestirao, pretukao ga je njemački vojnik. Nakon što su Nijemci otišli, Samuela hvata groznica, nakon čega umire.
Ubrzo nakon toga, Charlie se vraća, te nakon što je pomogao Rose da pokopa brata, njih dvoje se vraćaju na Afričku kraljicu. Charlie kaže Rose da Nijemci imaju bojni brod, Empress Louisa, koji patrolira velikim jezerom, blokirajući moguće britanske protunapade.
Rose pada na pamet kako bi mogli pretvoriti Kraljicu u torpedni brod i potopiti Louisu. Charlie ističe kako bi plovidba rijekom bila samoubojstvo: da bi došli do jezera, morali bi proći pokraj njemačke baze i svladati nekoliko opasnih brzaca. Ali Rose je uporna i na kraju ga uspijeva uvjeriti da pokušaju. Charlie se razbjesni nakon što mu je trezvenjakinja Rose bacila sav gin, ali ona inzistira kako on mora biti trijezan radi zadatka koji je pred njima.
Tijekom putovanja niz rijeku, Charlie, Rose i Afrička kraljica nailaze na brojne prepreke, uključujući njemačku utvrdu na vrhu brda i 3 riječna brzaca. Prvi brzac je dosta lagan; prolaze kroz njega uz vrlo malo vode koja je ušla u brod. Ali Rose i Charlie su se morali sagnuti kad su prolazili pokraj njemačke utvrde jer su vojnici počeli pucati po brodu, a metci pogađaju parni kotao, nakon čega motor prestaje raditi. Srećom, Charlie uspijeva popraviti kvar prije drugog brzaca. Brod se počinje ljuljati, a još više vode prodire unutra, koja potapa krmu. Kasnije, par odlučuje pristati kako bi nabavili gorivo i isušili brod. Nazad na rijeci, Charlie i Rose primjećuju krokodile na obali rijeke prije trećeg brzaca. Ovaj put začuje se metalni zveket dok brod prelazi preko slapova. Par opet odlučuje usidriti brod na obalu kako bi popravili kvar. Nakon što je Charlie zaronio ispod vode, primijetio je kako se oko propelera zaplela riječna trava, a jedna oštrica nedostaje na propeleru. Srećom, uz svoje vještine, Charlie uspijeva izravnati propeler i zavariti novu oštricu na njega, nakon čega ponovno kreću dalje.
Sve se čini upropaštenim nakon što se Afrička kraljica zaglavila u gustom šašu i trstici. Prvo pokušavaju istegliti brod iz blata, ali Charlie izlazi iz vode prekriven pijavicama. Na kraju, Rose i Charlie odustaju i polaze na spavanje. Počinje padati kiša koja podiže razinu rijeke i izvlači Kraljicu iz blata u jezero, i to blizu njihove lokacije. Konačno na jezeru, izbjegavaju Louisu. Te noći, pretvaraju zračne cilindre u  torpeda, koristeći nitroglicerinski eksploziv i provlače torpeda kroz pramac Kraljice.
Za vrijeme oluje, polaze na jezero, kako bi se sukobili s Louisom. Na žalost, rupe u pramcu u koje su ugurana torpeda nisu zatvorene, pa kroz njih ulazi voda na brod. Na kraju se Kraljica prevrne.
Oboje su zarobljeni i odvedeni na Louisu, gdje Charlie zamoli njemačkog kapetana da ih vjenča prije nego što ih smaknu kao špijune. Nakon kratke ceremonije vjenčanja, Nijemci se pripremaju objesiti ih, ali odjednom nešto eksplodira, a Louisa počinje tonuti. Louisa je dodirnula prevrnutu olupinu Afričke kraljice i detonirala torpeda. Rosein plan je uspio, usprkos malom zakašnjenju, a novopečeni mladenci počinju plivati na sigurnost obale.

## Premijera
Film se počeo prikazivati 23. prosinca 1951. u Los Angelesu i 20. veljače 1952. u Capitol Theatreu u New Yorku.

## Oscari
- Oscar za najboljeg glavnog glumca - Humphrey Bogart.
- Nominacija za  najbolju glavnu glumicu - Katharine Hepburn.
- Nominacija za najbolji adaptirani scenarij - James Agee i John Huston.
- Nominacija za  najboljeg redatelja - John Huston.

## Promjene scenarija
Iako je Bogart osvojio Oscara za svoju izvedbu, cijela njegova uloga morala je biti prepravljena nakon castinga. U originalnom scenariju njegov lik govorio je teškim londonskim naglaskom, ali Bogart se nije mogao prilagoditi naglasku.

## Paralele
Kritičari su istaknuli neke sličnosti između Bogarta i Hepburn i para kojeg su glumili Harrison Ford i Anne Heche u filmu iz 1998., Šest dana, sedam noći.

## Povijesni kontekst
Roman C.S. Forestera, Afrička kraljica pruža prilično točnu ilustraciju tenzija i natjecanja između  britanskog i  njemačkog carstva u  kolonijalnim interesima u  Centralnoj Africi prije i u tijeku Prvog svjetskog rata. Završetkom rata, 1918., prijašnje kolonijalno rivalstvo zaključeno je kad su bivše njemačke kolonije u Africi pripale pobjedničkim Savezničkim snagama, Britaniji i Francuskoj. Kao rezultat, Britansko Carstvo ispunilo je svoje dugogodišnje aspiracije da ispuni pukotinu između svojih kolonija u Centralnoj i Istočnoj Africi, pa bi tako britanski teritorij zauzimao neprekinuti pojas od Egipta do Južne Afrike.
Bio je to slučaj britanskog nacionalnog ponosa, koji se reflektirao i na publikaciju Afričke kraljice 1935. Jedna svrha knjige, zajedno sa sadržajem i nakanom, bila je da posluži točan podsjetnik situacije kad je Britansko Carstvo uz veliku cijenu svladalo Njemačko Carstvo tijekom perioda nacionalne krize u nepoznatom dijelu svijeta.
Roman je smješten u 1914. godinu, u područje zvano Njemačka Istočna Afrika, točnije u  Tanzaniju, koja je 1914. bila okružena Belgijskim Kongom i kolonijama Britanske Istočne Afrike - Ugandom, Sjevernom Rodezijom, Nysalandom (danas Malavi) i Mozambikom. Kolonijalne granice Njemačke Istočne Afrike, posebno rijeke, igrale su važnu ulogu u radnji romana. Granice Njemačke Istočne Afrike sastojale su se od mnoštva rijeka, Umbe i Ruvume, i jezera, Victorije i Tanganjika. Rijeke i jezera smještene na zapadnim, sjevernim i južnim granicama Njemačke Istočne Afrike bile su točke na kojima su se sukobljavali njemački, britanski i belgijski kolonijalni interesi. Budući da su ove nacije ovisile o afričkim prirodnim izvorima, dolazilo je do vojnih sukoba na ili blizu rijeka i jezera, kao što je opisano u Afričkoj kraljici.
Zbog nepristupačnog terena, sukobljene strane koristile su se pomorskim vozilima, kao što su bojni brodovi i parobrodi. Ovo je točno samo za one dijelove kolonija u kojima su rijeke i jezera bile jedine korisne rute kojima su se mogle kretati vojne patrole i trgovina. Zbog ovog sukoba, bila je onemogućena britanska aspiracija da ujedini sve svoje kolonije od Egipta do Južne Afrike. Nakon što je buknuo Prvi svjetski rat, Britanci su vrlo nasilno pokušali okupirati ova područja.
Kolonijalno rivalstvo u Centralnoj Africi počelo je nakon ujedinjenja njemačkih država 1871. koje dovelo do stvaranja  Njemačkog Carstva, pojačalo se nakon što je na njemačko prijestolje došao Vilim II.(1888.). Rivalstvo se posebno održavalo u Centralnoj Africi, jer je to bio centar njihovih teritorijalnih, ekonomskih i političkih interesa. Knjiga predstavlja britanske interese i aspiracije kroz zanimanja glavnih likova. Prisutnost britanskih misionara, kao što su Rosie i Samuels u Njemačkoj Istočnoj Africi sigurno bi narušila njemački ponos, a učinilo bi se kao zadiranje u njemački suverenitet. Charlie i njegov brod koji operira oko kolonijalnih teritorijalnih voda, jezera i rijeke, predstavlja britanske ekonomske interese i aspiracije. Dakle, zanimanja glavnih likova i britanski interesi bili bi viđeni kao miješanje stranih utjecaja u njemačku najproduktivniju koloniju.
Nakon što je Prvi svjetski rat počeo u kolovozu i rujnu 1914., sile  Antante spremale su se zauzeti sve njemačke kolonije širom svijeta. U Africi, njemačke kolonije - Togo, Kamerun i Njemačka Jugozapadna Afrika - okupirane su s lakoćom zbog pomorske blokade i logistike. Međutim, takav slučaj nije se ponovio kad su Saveznici pokušali zauzeti Njemačku Istočnu Afriku. Ovaj vojni pohod posebno je namučio britansku vojsku i kraljevsku mornaricu, što je detaljno opisano u knjizi.
Njemačke snage u Njemačkoj Istočnoj Africi, pod zapovjedništvom generala  Paula von Lettow-Vorbecka, nanijele su neočekivan poraz britanskoj vojsci u bitci kod Tanga, u studenom 1914. U toj bitci se general von Lettow-Vorbeck istaknuo kao hrabar, poduzetan i domišljat vojskovođa. Slične karakteristike krase i Rosie. Njezini patriotski osjećaji i potreba za osvetom, kao što je opisano u knjizi, bila je posljedica ponižavajućeg britanskog poraza u bitci kod Tanga.
Charliejeve karakteristike, njegova prvotna nevoljkost da sudjeluje u osveti i domoljubni aspekti radnje simboliziraju prvotnu britansku nevoljkost da dopremi dovoljno snaga i vojne opreme za pohod na Istočnu Afriku. Osim toga, Charliejeva želja da izbjegne superiorne njemačke snage slična je taktici von Lettow-Vorbecka lutanja oko Njemačke Istočne Afrike i Sjeverne Rodezije, kako bi izbjegao kontakt sa superiornim britanskim vojnim snagama.
Protivno svim očekivanjima, njemačka vojska u Istočnoj Africi izdržala je do kraja rata, cijele četiri godine. Kako bi preživio, general von Lettow-Vorbeck morao je krasti potrepštine iz lokalnih izvora te silom unovačiti lokalne muške domoroce kao dodatne snage. Obje ove situacije opisane su rano u knjizi. Prema tome, treba pretpostaviti da se C.S. Forester oslonio na pouzdane podatke kako bi Afričkoj kraljici dao kredibilitet, a ne se oslonio na puke špekulacije. Interesantno je spomenuti da su se general von Lettow-Vorbeck i glavni junaci borili za preživljavanje u zabačenim dijelovima kolonije.
Povijesne pomorske komponente vojnog pohoda zauzele su dosta prostora u knjizi, međutim, uloge Saveznika i Nijemaca su obrnute. Bojni brodovi i tehnološka zastarjelost igrale su važne uloge za završetak vojne operacije. Povijesno, 1914. su tri njemačka bojna broda na jezeru Tanganjik bili su bili brži i bolje naoružani od plovila kojima su raspolagali Saveznici. Kako bi popravili situaciju, Britanci su na jezero poslali dva motorna broda pod zapovjedništvom  Geoffreyja Spicer-Simsona, koji su ubrzo onesposobili njemačke brodove.
U obrnutim ulogama, kakve se prikazuju u zaključku knjige Afrička kraljica, Saveznici su posjedovali mnogo razvijenije brodove koji su nanijeli posljednji udarac Louisi. Prema povjesničarima, tu se nalazio još jedan britanski brod, Toutou, koji je potonuo za vrijeme oluje. Charliejevo i Roseino plovilo, Afrička kraljica, također se prevrnulo za vrijeme oluje i potonulo za vrijeme misije protiv njemačkog broda. Kraj je u oba slučaja jednak; Saveznici su zauzeli kontrolu važnog jezera i neutralizirali njemačke prijetnje, dakle Saveznici su ostvarili dominaciju na tom području.
Važan je i vremenski okvir u kojem je objavljena Afrička kraljica, 1935., jer su događaji opisani u knjizi već odavno prošli. Knjiga je tada trebala oživiti sjećanja na vrijeme kad je  Carstvo uspješno prevladalo izazove  Prvog svjetskog rata, pogotovo u vrijeme kad je stupanj britanskog ponosa, ekonomije, vojske i carstva bio u stanju opadanja ili stagnacije.
Velika Britanija se 1935. suočavala s ekonomskom krizom zbog  Velike depresije i tereta održavanja takvog ogromnog carstva. Kolonije su tradicionalno bile povezivane s ekonomskim rastom i stabilnošću, a vojne pobjede u Centralnoj Africi tijekom Prvog svjetskog rata vodile su upravo tome. Bilo je to i vrijeme kad je Njemačka pokušavala oživiti izgubljenu vojnu snagu, međunarodni utjecaj i prestiž i ekonomsku snagu. Tempiranje izdavanja knjige u vrijeme kad Njemačka ponovno oživljava bio je i podsjetnik da su još sposobni biti prijetnja te da postoji mogućnost novog rata. Gledajući iz te perspektive, može se reći da je autor, C.S. Forester, jednostavno upozoravao naciju o Njemačkoj, da se mora oživiti i ojačati Britansko Carstvo.
Zaključno, povijesne uloge dviju nacija uglavnom su obrnute u Afričkoj kraljici. Povijesno pozitivne asocijacije, događaji i osobine ličnosti koje su uživali Nijemci tijekom sukoba u Njemačkoj Istočnoj Africi prenesene su na Britance ili druge savezničke interese i osobe, kao što su Belgijanci i Rosie, dok se sve negativne asocijacije dovode u vezu s njemačkim interesima i ljudima. Knjiga je poslužila u ostvarivanju dva cilja. Bio je to još jedan pokušaj da se zaborave britansko-njemačke tenzije i konflikti koji su zaostali još od Prvog svjetskog rata. Osim toga, podsjetila je Britance na vrijeme kad su bili jači te da uvijek trebaju biti oprezni u vezi potencijalnih prijetnji, neočekivanih ili ne.

## Vanjske poveznice
- Afrička kraljica u internetskoj bazi filmova IMDb-a